# Jan Stobbaerts

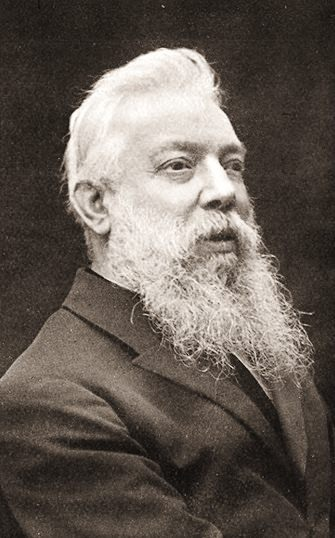
Jan Stobbaerts um 1900

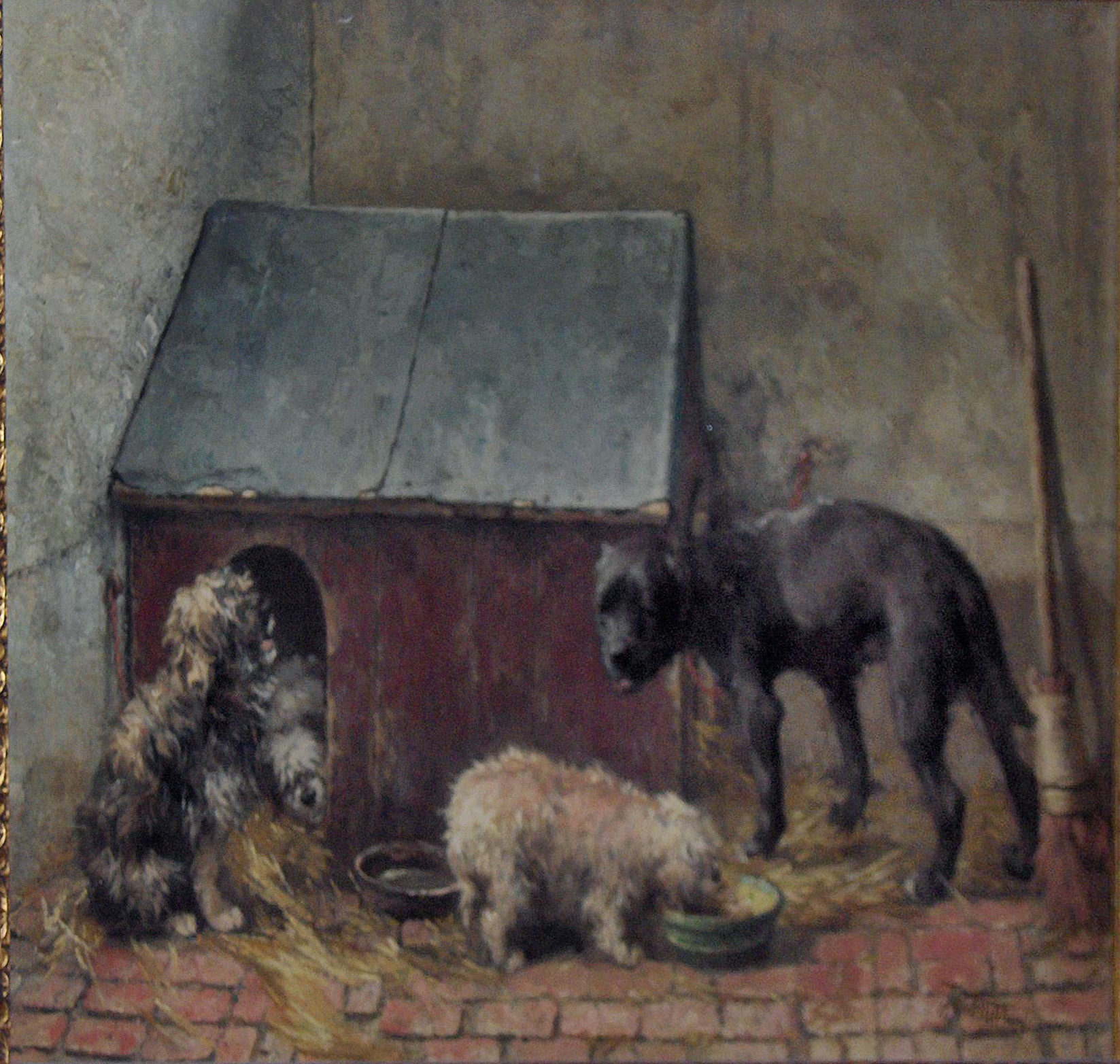
"Hunde" (Privatbesitz)

Jan Stobbaerts (* 18. März 1839 in Antwerpen, Flandern, Königreich Belgien; † 25. November 1914 in Schaerbeek, Königreich Belgien) war ein belgischer Maler und Graveur.

## Leben
Stobbaerts kam aus einer armen Familie und wurde im Alter von 8 Jahren Waise. Da sich seine Fähigkeiten in der Malkunst schon früh zeigten, besuchte er die Koninklijke Academie voor Schone Kunsten Antwerpen. Dort lernte er unter anderem in den Jahren von 1855 bis 1857 bei dem Tiermaler Emanuel Noterman (1808–1863). Seine erste Ausstellung fand 1857 statt. Zusammen mit seinem Freund Henri de Braekeleer besuchte er auch das Atelier von Hendrik Leys, der den jungen Künstlern Mut machte, gegen die alten, steifen Strukturen in der Akademie zu rebellieren. In den folgenden Jahren gehörten die beiden zusammen mit Isidore Meyers (1836–1917) zu den aktivsten und fortschrittlichsten Mitgliedern der Kunstkreise im Belgien ihrer Zeit.
Stobbaerts’ künstlerische Tätigkeit wurde jahrelang von Mitgliedern der Industriellenfamilie Lequime gefördert, die ihn als Mäzene und Sammler unterstützten. Wegen seiner häufigen Tierdarstellungen wurde er in der Kunstgeschichte als Poet der Ställe bezeichnet.

## Werke
- Der Bildhauer Robert Fabri, Öl auf Leinwand, 67 × 49 cm, Königliches Museum der Schönen Künste (Antwerpen).
- 2012 wurde in Antwerpen-Berchem sein 46 × 48 cm großes Ölgemälde Küche bei einer Auktion angeboten.

## Ehrungen
In seinem Sterbeort Schaerbeek wurde nach ihm eine der Hauptstraßen Avenue Jan Stobbaerts/Jan Stobbaertslaan benannt.